# The Flying Farm
The Flying Farm est un jeu vidéo de type time management développé par Lightmare Studio et édité par GameHouse, sorti en 2014 sur Windows et Mac OS.

## Accueil
- Canard PC : 7/10[1]